# Donggeomdo
Donggeomdo är en ö i Sydkorea.   Den ligger i provinsen Incheon, i den nordvästra delen av landet, 40 km väster om huvudstaden Seoul. Arean är 2,1 kvadratkilometer.
Terrängen på Donggeomdo är platt. Den sträcker sig 2,1 kilometer i nord-sydlig riktning, och 2,1 kilometer i öst-västlig riktning.